# Station Piaseczno
Station Piaseczno is een spoorwegstation in de Poolse plaats Piaseczno.